# Adolf Wiklund (biatleta)
Adolf Jakob Wiklund (19 dicembre 1921 – 21 settembre 1970) è stato un biatleta svedese che vinse due titoli mondiali nel 1958.
Partecipò alle Olimpiadi invernali del 1960 finendo 19º.